# ماساهيرو هامازاكي
ماساهيرو هامازاكي (浜崎 昌弘) (ولد 14 مارس 1940 - 10 أكتوبر 2011) هو لاعب كرة قدم ياباني، شارك في دورة الألعاب الأولمبية الصيفية عام 1968.

## وصلات خارجية
- ماساهيرو هامازاكي على موقع الاتحاد الدولي (مؤرشف)  (الإنجليزية)
- ماساهيرو هامازاكي على موقع ناشيونال فوتبول تيمز (الإنجليزية)
- ماساهيرو هامازاكي على موقع عالم كرة القدم.نت (الإنجليزية)
- ماساهيرو هامازاكي على موقع أوليمبيديا (الإنجليزية)
- Japan Football Association official site